# Anzacia signata
Espèce
Synonymes
- Drassodes signatus Rainbow, 1920

Anzacia signata est une espèce d'araignées aranéomorphes de la famille des Gnaphosidae.

## Distribution
Cette espèce est endémique de l'île Norfolk.

## Description
La carapace du mâle holotype mesure 4 mm de long sur 2,8 mm de large et l'abdomen 5,4 mm de long sur 2,8 mm de large.

## Publication originale
- Rainbow, 1920 : Arachnida from Lord Howe and Norfolk Islands. Records of the South Australian Museum, vol. 1, p. 229-272 (texte intégral).